# Wyspa Słodowa we Wrocławiu (ulica)

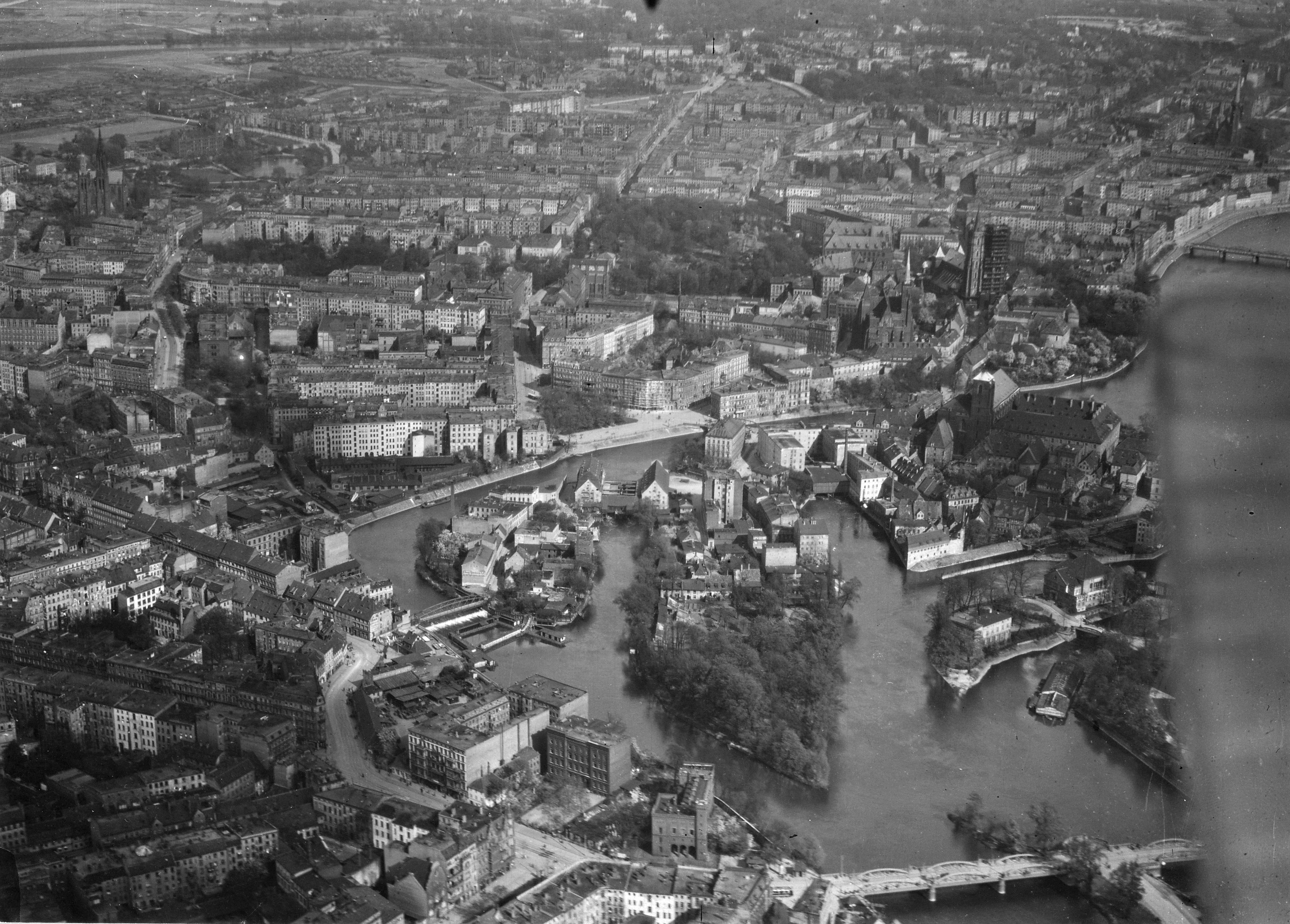
Wrocławskie wyspy około 1920 r. Widoczna przedwojenna zabudowa wyspy Młyńskiej, Słodowej i Młynów św. Klary.

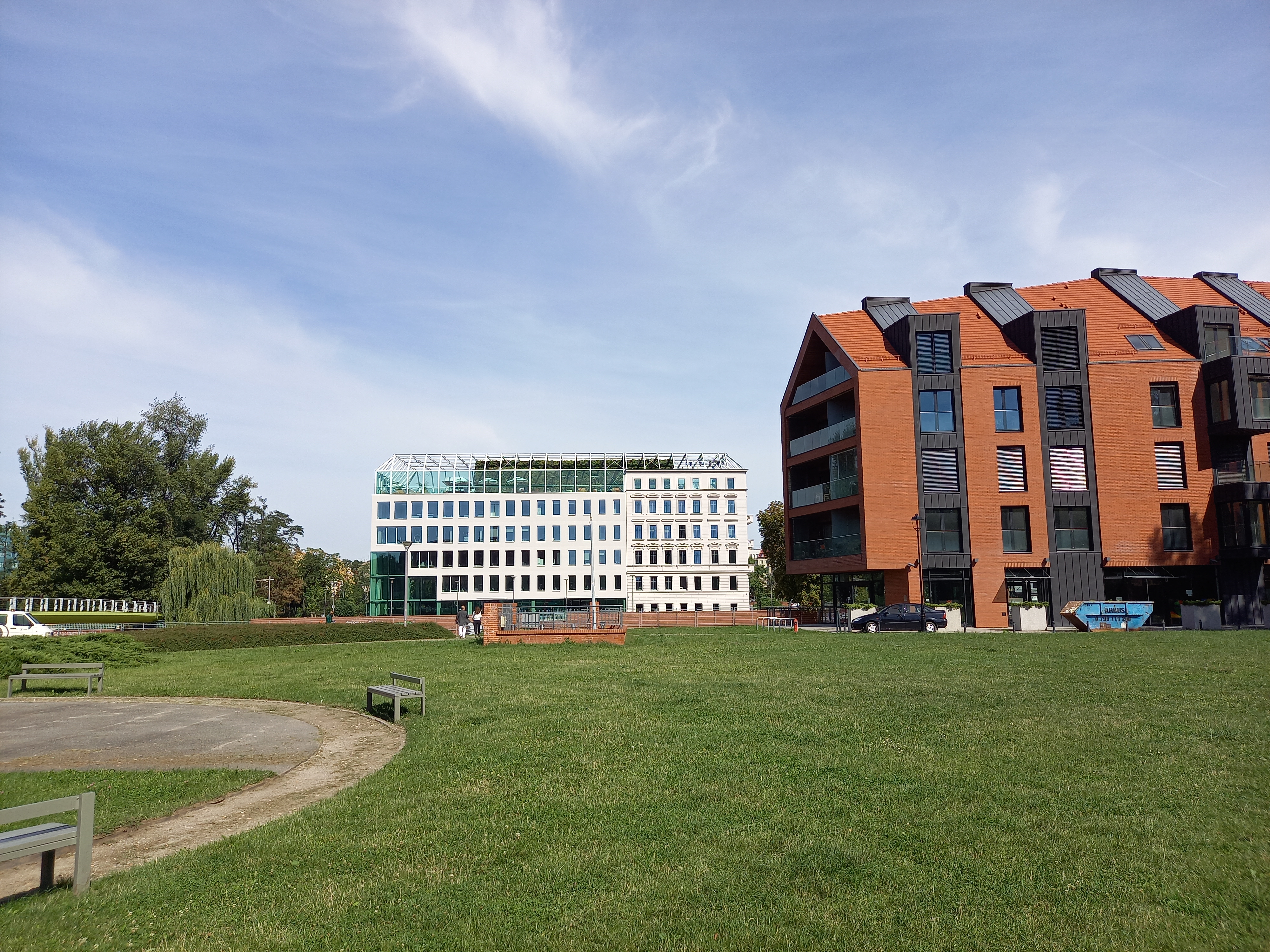
Wyspa Słodowa 7 po przebudowie i rozbudowie widziana z Wyspy Piasek.

Wyspa Słodowa – ulica położona we Wrocławiu w ramach osiedla Stare Miasto i dawnej dzielnicy Śródmieście. Ulica ta przebiega przez teren dwóch wysp: Młyńskiej i Słodowej, a w jej biegu znajduje się Most Słodowy. Przy ulicy znajduje się między innymi zabytkowy zespół młynów zbożowych "Maria" i "Feniks".

## Historia
Przy północnym krańcu ulicy istniały bliźniacze młyny św. Klary, jeden na Wyspie Bielarskiej, a drugi na Wyspie Słodowej. Kolejna zabudowa odcinka ulicy położonego na Wyspie Słodowej rozpoczęła się po rozbiórce fortyfikacji miejskich prowadzonej od 1807 r. Powstała tu ówcześnie zabudowa mieszkaniowa. Podczas II wojny światowej w czasie oblężenia Wrocławia w 1945 r. strona hitlerowska usytuowała na wyspie stanowiska artylerii. Z tego względu miejsce to stało się celem intensywnego ostrzału ze strony oblegających miasto wojsk radzieckich. W wyniku prowadzonych działań wojennych zabudowa ulicy uległa zniszczeniu. Zachowały się jedynie kamienice pod numerami 7 i 7a, a pozostały obszar został przekształcony na teren zielony. Młyny św. Klary uległy poważnemu uszkodzeniu. Zostały wyburzone w 1975 r., a zachowały się jedynie rynny robocze, których ściany współcześnie stanowią także oparcie dla mostu św. Klary. Na podstawie decyzji o pozwoleniu na budowę z 2016 r. i zmieniającej z 2019 r. dokonano przebudowy i rozbudowy położonych na Wyspie Słodowej kamienic. Zmianie uległo także przeznaczenie budynków – zmiana sposobu użytkowania. Zrezygnowano z funkcji mieszkalnej na rzecz usług, biznesu, funkcji kulturowych i społecznych oraz gastronomii . Inwestycję w latach 2018-2020 przeprowadziła spółka Pro Design z Poznania .
Wschodni odcinek ulicy powiązany jest z ulicą św. Jadwigi i Mostami Młyńskimi, które wraz z Mostem Piaskowym, stanowiły fragment starożytnego traktu bursztynowego. Tu zbudowano zespół młynów Maria i Feniks, przy czym przy wyspie Słodowej, przy odcinku położonym na Wyspie Młyńskiej, znajduje się młyn Feniks, a młyn Maria na wyspie Piasek. W połowie XIX wieku powstała ty zabudowa mieszkalna dla pracowników młynów. Zachowana zabudowa przy wyspie Słodowej 10 po wojnie przeznaczona została na siedzibę szkoły młynarskiej, później Technikum Spożywczego (3 piętrowy budynek technikum, oraz 4 piętrowy dom), a sam młyn Maria był użytkowany przez szkoły. Po likwidacji tych szkół powstało tu Międzynarodowe Schronisko Młodzieżowe PTSM (Polskie Towarzystwo Schronisk Młodzieżowych), a po adaptacji obiektów z 2000 r. przeprowadzonej przez spółkę Integer także trzygwiazdkowy Hotel Tumski, z restauracją, trasem i ogrodem nad Odrą Północną.

## Nazwy
W swojej historii ulica nosiła następujące nazwy:
- Vorderbleiche, do 1945 r.[17]
- Wyspa Słodowa, od 1945 r.[1][17].

Niemiecka nazwa ulicy Vorderbleiche oznacza w tłumaczeniu na język polski dosłownie "Przednia wyspa". Nawiązującą do tej nazwy była nazwa mostu łączącego wyspę Słodową i Młyńską: Vorderbleiche-Schleuse. Współczesna nazwa ulicy została nadana przez Zarząd Wrocławia i ogłoszona w okólniku nr 76 z 19.10.1945 r..

## Układ drogowy
Ulica wyspa Słodowa obejmuje drogę gminną o długości 149 m numer 105321D (numer ewidencyjny G1053210264011) oraz drogę wewnętrzną o długości 218 m.
Ulice i inne drogi powiązane z wyspą Słodową:
- skrzyżowanie: ulica św. Jadwigi[a][1][19] / Mosty Młyńskie: południowy nad kanałem młyna Maria i północny nad Odrą Północną[a][20][21]
- obiekt w ciągu ulicy – przeprawa: Most Słodowy nad upustem powodzonym Klary, długości 8 m[22]
- skrzyżowanie: droga wewnętrzna ulicy Wyspa Słodowa[1]
- skrzyżowanie: droga wewnętrzna ulicy Wyspa Słodowa[1]
- kontynuacja: Most św. Klary nad upustem Klary do Wyspy Bielarskiej[b][23].

| wyspa                                                                                    | działka ewidencyjna                    | powierzchnia | kategoria drogi |
| ---------------------------------------------------------------------------------------- | -------------------------------------- | ------------ | --------------- |
| Wyspa Młyńska                                                                            | nr 20/2, AM-26, obręb Plac Grunwaldzki | 1120 m2      | gminna          |
| Wyspa Słodowa                                                                            | nr 10, AM-26, obręb Plac Grunwaldzki   | 294 m²       | gminna          |
| Wyspa Słodowa                                                                            | nr 11/2, AM-26, obręb Plac Grunwaldzki | 18 m²        | gminna          |
| Wyspa Słodowa                                                                            | nr 11/1, AM-26, obręb Plac Grunwaldzki | 959 m²       | wewnętrzna      |
| Wyspa Słodowa                                                                            | nr 13, AM-26, obręb Plac Grunwaldzki   | 743 m²       | wewnętrzna      |
| razem drogi gminne: 1432 m² razem drogi wewnętrzne: 1702 m² razem wyspa Słodowa: 3134 m² |                                        |              |                 |

Wzdłuż ulicy św. Jadwigi przebiega torowisko tramwajowe dla obsługi przebiegających tu linii tramwajowych w ramach komunikacji miejskiej .
Drogi w tym rejonie położone są w strefie zamieszkania i ograniczonej prędkości z ograniczeniem prędkości jazdy do 20 km/h. Ulica, podobnie jak wszystkie łączące się z nią wyżej wymienione drogi, przeznaczona jest także dla ruchu rowerowego.

## Zabudowa i zagospodarowanie

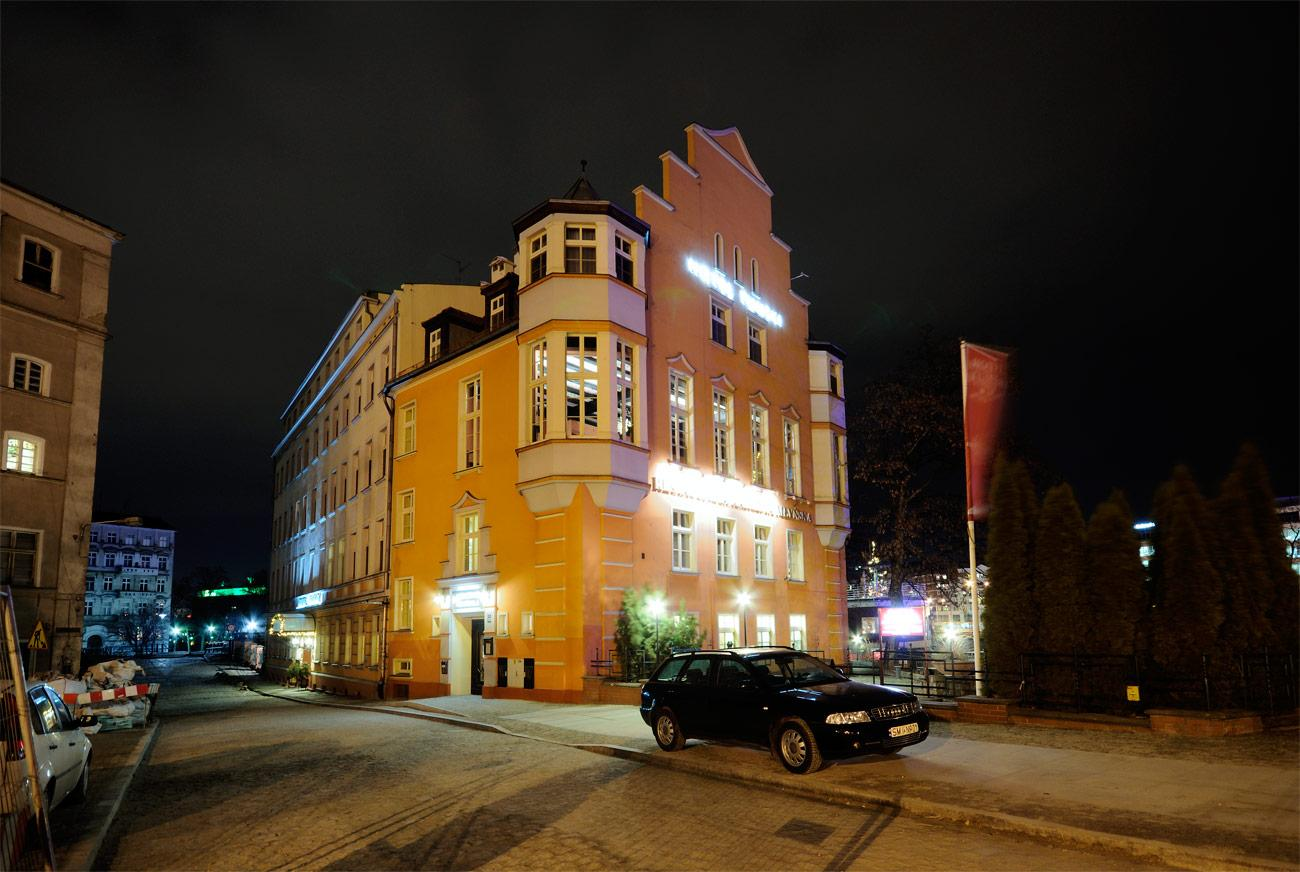
Hotel Tumski.

Odcinek wschodni ulicy na wyspie Młyńskiej zagospodarowany jest po stronie południowej zespołem zabudowy młynów Maria i Feniks, przy czym przy wyspie Słodowej 9 znajduje się młyn Feniks. Po stronie północnej tego odcinka znajdują się zachowane budynki mieszkalne, obecnie adaptowane pod działalność hotelową i gastronomiczną: Hotel Tumski i Międzynarodowe Schronisko Młodzieżowe PTSM oraz restauracja.
Przy odcinku ulicy na Wyspie Słodowej znajduje się zabudowa kompleksu powstałego na bazie zachowanych kamienic o adresie wyspa Słodowa 7 i 7a, wokół której przebiega droga wewnętrzna przypisana do wyspy Słodowej. Pozostały obszar zagospodarowany jest na tereny zielone – park Wyspa Słodowa.
Ulica zlokalizowana jest w obszarze położonym na wysokości bezwzględnej pomiędzy 118,9 a 119,5 m n.p.m.. Objęta jest rejonem statystycznym nr 934020, na którym występuje gęstość zaludnienia 3529 osób/km², przy 1.044 osobach zameldowanych w tym rejonie (stan na 31.12.2019 r.).

## Ochrona i zabytki
Obszar, na którym położony jest wyspa Słodowa, podlega ochronie w ramach zespołu urbanistycznego Ostrowa Tumskiego i wysp: Piaskowej, Bielarskiej, Słodowej i Tumskiej, wpisanego do rejestru zabytków pod nr rej.: 195 z 15.02.1962 r. oraz A/678/213 z 12.05.1967 r.. Inną formą ochrony tych obszarów jest ustanowienie historycznego centrum miasta, w nieco szerszym obszarowo zakresie niż wyżej wskazany zespół urbanistyczny, jako pomnik historii  . Samo miasto włączyło ten obszar jako cenny i wymagający ochrony do Parku Kulturowego "Stare Miasto", który zakłada ochronę krajobrazu kulturowego oraz uporządkowanie, zachowanie i właściwe kształtowanie krajobrazu kulturowego oraz historycznego charakteru najstarszej części miasta . Ochronę tego obszaru uzupełniają ustalenia zawarte w miejscowym planie zagospodarowania przestrzennego. Teren ten leży w strefie ochrony konserwatorskiej. Wymaga się tu między innymi zachowania historycznego układu ulicy, stosowania kamiennych nawierzchni dla chodników, ulic i wnętrz urbanistycznych. Ochronie podlegają także zabytkowe urządzenia hydrotechniczne oraz obszar wysp: słodowej.
| obiekt, położenie | powstanie, nr rej. | fotografia |
| --- | --- | ---------- |
| początek ulicy | |            |
| Most Młyński tzw. południowy (łączy ul. św. Jadwigi z Wyspą Słodową) ul. św. Jadwigi                                                                            | 1885 r., remont w latach 2011–2012 rejestr zabytków: nr A/1651/328/Wm z dnia 15.10.1976 r.                                                   |            |
| Most Młyński tzw. północny (łączy Wyspę Słodową z placem Józefa Bema) ulica św. Jadwigi                                                                         | 1885 r., remont w latach 2011–2012 rejestr zabytków: nr A/1650/329/Wm z dnia 15.10.1976 r.                                                   |            |
| Wyspa Młyńska | |            |
| strona południowa: Zespół młynów zbożowych "Maria" i Feniks", założenia przestrzenne ulica Staromłyńska, wyspa Słodowa                                          | 1267 r. (zniszczone), 1793 r., lata 40. i 80. XIX wieku, początek XX wieku, około 1950 r. gez, mpzp                                          |            |
| zespół budowlany Młyna Maria ulica Staromłyńska 2a, wyspa Słodowa 9                                                                                             | rejestr zabytków: nr A/5958 z dnia 23.02.2015 r.                                                                                             |            |
| strona południowa: Młyn "Feniks" w zespole młynów zbożowych "Maria" i "Feniks", obecnie nieużytkowany wyspa Słodowa 9                                           | 1793 r., lata 40. i 80. XIX wieku, początek XX wieku, około 1950 r. rejestr zabytków: nr A/5958 z dnia 23.02.2015 r.                         |            |
| strona południowa: Łącznik między młynami – część mieszkalno-biurowa w zespole młynów zbożowych "Maria" i "Feniks", obecnie w części mieszkalny wyspa Słodowa 9 | 1793 r., lata 40. i 80. XIX wieku, początek XX wieku, około 1950 r. rejestr zabytków: nr A/5958 z dnia 23.02.2015 r.                         |            |
| strona północna: Budynek mieszkalny oraz "Rheinpfalzerhaus" – siedziba korporacji studenckiej, obecnie Hotel "Tumski" wyspa Słodowa 10                          | 1875 r., ok. 1926 i 1932 r. (przebudowa), po 2000 r. (remont, modernizacja i przebudowa) rejestr zabytków: nr A/1396/577/Wm z dn. 18.11.1997 |            |
| w ciągu ulicy wyspa Słodowa | |            |
| Most Słodowy (drogowy) wraz z upustem powodziowym młyna "św. Klary" w zespole Piaskowego Stopnia Wodnego Odry Północnej wyspa Słodowa                           | lata 1837–1838 (upust), 1911 r. (most, na miejscu wcześniejszego), lata 2012−2013 (remont) gez, mpzp                                         |            |
| Wyspa Słodowa | |            |
| Kamienica, obecnie nieużytkowana wyspa Słodowa 7 | 1912 r. gez, mpzp |            |
| Budynek mieszkalny wyspa Słodowa 7a | około 1900 r. gez, mpzp |            |
| koniec ulicy | |            |
| Most drogowy nad rynnami młyńskimi młyna "św. Klary" w zespole Piaskowego Stopnia Wodnego Odry Północnej wyspa Bielarska                                        | wzniesiony 1242 r., 1799 r., 1992 r. gez, mpzp                                                                                               |            |
| Rynny młyńskie młyna "św. Klary" w zespole Piaskowego Stopnia Wodnego Odry Północnej wyspa Bielarska                                                            | koniec XVIII, połowa XIX wieku gez, mpzp |            |

## Baza TERYT
Dane Głównego Urzędu Statystycznego z bazy TERYT, spis ulic (ULIC):
- województwo: DOLNOŚLĄSKIE (02)
- powiat: Wrocław (0264)
- gmina/dzielnica/delegatura: Wrocław (0264011) gmina miejska
- Miejscowość podstawowa: Wrocław (0986283) miasto
- Nazwa ulicy: wyspa Słodowa (20226).